# Playa de España
La playa de España es un pequeño arenal de arena fina, grava y cantos del centro del litoral asturiano en España, perteneciente a la parroquia de Quintes, en el concejo de Villaviciosa y enmarcada en una zona de prados y grandes acantilados en los que se encuentran restos fósiles.
La vegetación autóctona (robles, acebos, hayas, castaños, etc.) ha sido totalmente absorbida por los bosques de eucaliptos. Recibe un potente oleaje, gracias al cual durante todo el año es una de las zonas preferidas por numerosos jóvenes surfistas para practicar su deporte favorito. En sus inmediaciones hay un camping que atrae a numerosos veraneantes. Mide unos 175 metros y en ella desemboca el río del mismo nombre. Es accesible en coche y dispone de servicios de socorrismo. Está catalogada como LIC.
Su nombre proviene del verbo asturiano españar, que significa explotar, y hace referencia al ruido que hacen las olas al romper contra las rocas, fenómeno muy habitual en esta playa debido a la presencia de riscos rocosos[cita requerida].

## Servicios[2]
- Equipo de Salvamento.
- Duchas
- Teléfono
- Papeleras
- Servicio de limpieza